# Kaleido Star
Kaleido Star (japonsky カレイドスター, Kareido Sutá) je japonský televizní anime seriál, který animovalo studio Gonzo. Tvůrcem seriálu je Džun’iči Sató, jenž zároveň režíroval jeho první řadu, a scenáristou Reiko Jošida. Druhou řadu režíroval Jošimasa Hiraike. Seriál byl premiérově vysílán od dubna 2003 do března 2004 na televizní stanici TV Tokyo. V České republice byl vysílán na stanici Animax. Kaleido Star vypráví příběh akrobatky Sory, kterou jako malou zaujalo představení jménem Alenka v říši divů. Představení hráli ve Spojených státech a Sora se snaží tam dostat a splnit si její sen – vystoupit na světově známé Kaleido Stage.
Mezi lety 2004 a 2006 měly premiéru tři original video animation. Dne 10. února 2006 byl vydán román Porisu no sugoi kekkonšiki (ポリスの すごい 結婚式). Manga Kaleido Star: Wings of the Future byla publikována v časopisu Šónen Fang od února 2007 až do září téhož roku, kdy byl časopis zrušen.

## Postavy
- Sora Naegino (japonsky 苗木野 そら, Naegino Sora)

Dabing: Rjó Hirohaši

Je to hlavní hrdinka seriálu. Sora pochází z Japonska a její velký vzor je Layla Hamilton, která je hvězdou Kaleido Stage a je jednou z nejlepších akrobatek na světě. Soře je 16 let. Rodiče jí zemřeli v šesti a ujali se jí strýc s tetou. Když viděla Alenku v říši divů, bylo to naposledy, co se její rodiče smáli.
- Layla Hamilton (japonsky レイラ・ハミルトン, Reira Hamiruton)

Dabing: Sajaka Óhara
Její otec je bohatý a vlastní hotelovou síť Hamilton Hotels. Nemůže pochopit Laylinu lásku k jevišti a ani si jí moc nevšímá. Nejraději by svou dceru viděl jako herečku. Layla vystupování naživo miluje. Říká že kdyby věděla o představení že je její poslední, nedokázala by vůbec předstoupit před diváky.
- Mia Guillem (japonsky ミア・ギエム, Mia Giemu) a Anna Heart (japonsky アンナ・ハート, Anna Háto)

Dabing: Činami Nišimura a Akeno Watanabe
Obě dvě vystupují v Kaleido Stage a jsou nejlepšími kamarádkami hlavní hrdinky. Annin otec je komik a jeho dcera se snaží jít v jeho stopách. Mia píše představení.
- Yuri Killian (japonsky ユーリ・キリアン, Júri Kirian)

Dabing: Susumu Čiba
- Fool (japonsky フール, Fúru)

Dabing: Takehito Kojasu
- Sarah Dupont (japonsky サラ・デュポン, Sara Djupon)

Dabing: Aja Hisakawa
- Ken Robbins (japonsky ケン・ロビンス, Ken Robinsu)

Dabing: Hiro Šimono
- Kalos Eido (japonsky カロス・永戸, Karosu Eido)

Dabing: Keidži Fudžiwara
- Mr. Policeman (Police) (japonsky ポリス, Porisu)

Dabing: Unšó Išizuka
- Marion Benigni (japonsky マリオン・ベニーニ, Marion Beníni)

Dabing: Fumiko Orikasa
- Jonathan (japonsky ジョナサン, Jonasan)

Dabing: Ecuko Kozakura
- Rosetta Passel (japonsky ロゼッタ・パッセル, Rozetta Passeru)

Dabing: Kaori Mizuhaši
- May Wong (japonsky メイ・ウォン, Mei Won)

Dabing: Mai Nakahara
- Leon Oswald (japonsky レオン・オズワルド, Reon Ozuwarudo)

Dabing: Takahiro Sakurai
- Mr. Kenneth (japonsky ケネス, Kenesu)

Dabing: Micuo Senda
- Simon Park (japonsky サイモン・パーク, Simon Park)

Dabing: Tomohiro Nišimura
- Cathy Taymor (japonsky キャシー・ティモア, Cathy Tajmor)

Dabing: Kotono Micuiši

## Seznam dílů

### První řada (2003)
| Č. v seriálu | Č. v řadě | Původní název                                           | Český název                  | Režie             | Scénář       | Premiéra v Japonsku |
| ------------ | --------- | ------------------------------------------------------- | ---------------------------- | ----------------- | ------------ | ------------------- |
| 1            | 1         | Hadžimete no! Sugoi! Sutédži 初めての! すごい! ステージ | Moje úžasná premiéra!        | Džun’iči Sató     | Reiko Jošida | 3. dubna 2003       |
| 2            | 2         | Kodoku na sugoi čarendži 孤独な すごい チャレンジ       | Moje úžasná a osamělá cesta! | Jošimasa Hiraike  | Reiko Jošida | 17. dubna 2003      |
| 3            | 3         | Tói sugoi sutédži 遠い すごい ステージ                  | Úžasné vzdálené jeviště      | Džun Fukuda       | Reiko Jošida | 24. dubna 2003      |
| 4            | 4         | Ganbareba sugoi čansu がんばれば すごい チャンス        | Hvězdy na dosah              | Nobuharu Kamanaka | Rika Nakase  | 1. května 2003      |
| 5            | 5         | Icumo sugoi tói kazoku いつも すごい 遠い家族           | Pouto, které svazuje         | Harumi Tamano     | Reiko Jošida | 5. května 2003      |

6. Nejúžasnější lachtánek
7. Úžasná holka, která se nesměje
8. I když je smutná, je to největší hvězda
9. Úžasná nabídka na hlavní roli
10. Obrovská zeď mezi mnou a hlavní rolí
11. Annin tatínek není úžasný
12. Úžasné žhavé představení
13. Měření sil vyvolalo úžasnou bouři
14. Úžasný tajemný cirkus
15. Sářina úžasná láska
16. Úžasná hrozivá fáma
17. Rozpal to, Mio!
18. Yuriho past
19. Úžasné rodinné vazby
20. Úžasná přeměna z nuly na hvězdy
21. Úžasná tajemná hvězda
22. Úžasné odkrytí masky
23. Legendární akrobatické číslo
24. Úžasný intenzivní trénink
25. Úžasné pouto
26. Úžasný návrat
2. řada
1. Cesta ke hvězdné dráze I
2. Cesta ke hvězdné dráze II
3. Úžasná nová soupeřka
4. Úžasná nová síla
5. Úžasná vášnivá rivalka
6. Úžasný souboj na ledě
7. Slzy a pot úžasné Rozety
8. Nejúžasnější Layla na světě
9. Marion debutuje
10. Úžasný trénink s Leonem
11. Dvě úžasné ďáblice
12. Úžasný andělský protiúder
13. Úžasný a krutý festival
14. Úžasně smutný návrat
15. Úžasný nový začátek
16. Úžasné trapné vystoupení
17. Úžasná nabídka pana policisty
18. Úžasná cesta za usměvavými tvářemi
19. Leonova úžasná minulost
20. Úžasný osudový souboj
21. Úžasný let anděla
22. Úžasná umírající labuť
23. Naše úžasná budoucnost
24. Nejúžasnější rozhodující souboj
25. Úžasné místo zaslíbené

OVA
1. Princezna, která se nikdy nesměje
2. Legenda o Fénixovi I (na Animaxu rozděleno na dvě části)
3. It's Good! Gooood! (nevysílá se na Animaxu)